# 7161 Golitsyn
7161 Golitsyn è un asteroide della fascia principale. Scoperto nel 1982, presenta un'orbita caratterizzata da un semiasse maggiore pari a 2,3952822 UA e da un'eccentricità di 0,1997028, inclinata di 1,84585° rispetto all'eclittica.